# Ahmad Bustomi
Ahmad Bustomi (sinh ngày 13 tháng 7 năm 1985) là một cầu thủ bóng đá người Indonesia hiện tại thi đấu  cho Mitra Kukar F.C. ở Liga 1. Anh là một thành viên nằm trong Sea Games 2007 được Ivan Kolev phát triển. Cầu thủ ưa thích của anh là Bima Sakti và Andrea Pirlo. Anh ra mắt tại đội tuyển quốc gia trong trận giao hữu trước Uruguay ngày 8 tháng 10 năm 2010.

## Bàn thắng quốc tế
Ahmad Bustomi: Bàn thắng U-23 quốc tế
| Bàn thắng | Thời gian           | Địa điểm                                     | Đối thủ   | Tỉ số | Kết quả | Giải đấu                              |
| --------- | ------------------- | -------------------------------------------- | --------- | ----- | ------- | ------------------------------------- |
| 1         | 16 tháng 5 năm 2007 | Sân vận động Lebak Bulus, Jakarta, Indonesia | U-23 Oman | 2–1   | 2–1     | 2008 AFC Men's Pre-Olympic Tournament |

## Danh hiệu

### Câu lạc bộ
Arema Indonesia
- Indonesia Super League (1): 2009–10

### Quốc tế
Indonesia
- AFF Championship Á quân (1): 2010